# Ceratophaga vastellus
Ceratophaga vastellus är en fjärilsart som beskrevs av Philipp Christoph Zeller 1852. Ceratophaga vastellus ingår i släktet Ceratophaga och familjen äkta malar. Inga underarter finns listade i Catalogue of Life.